# Lily Cole

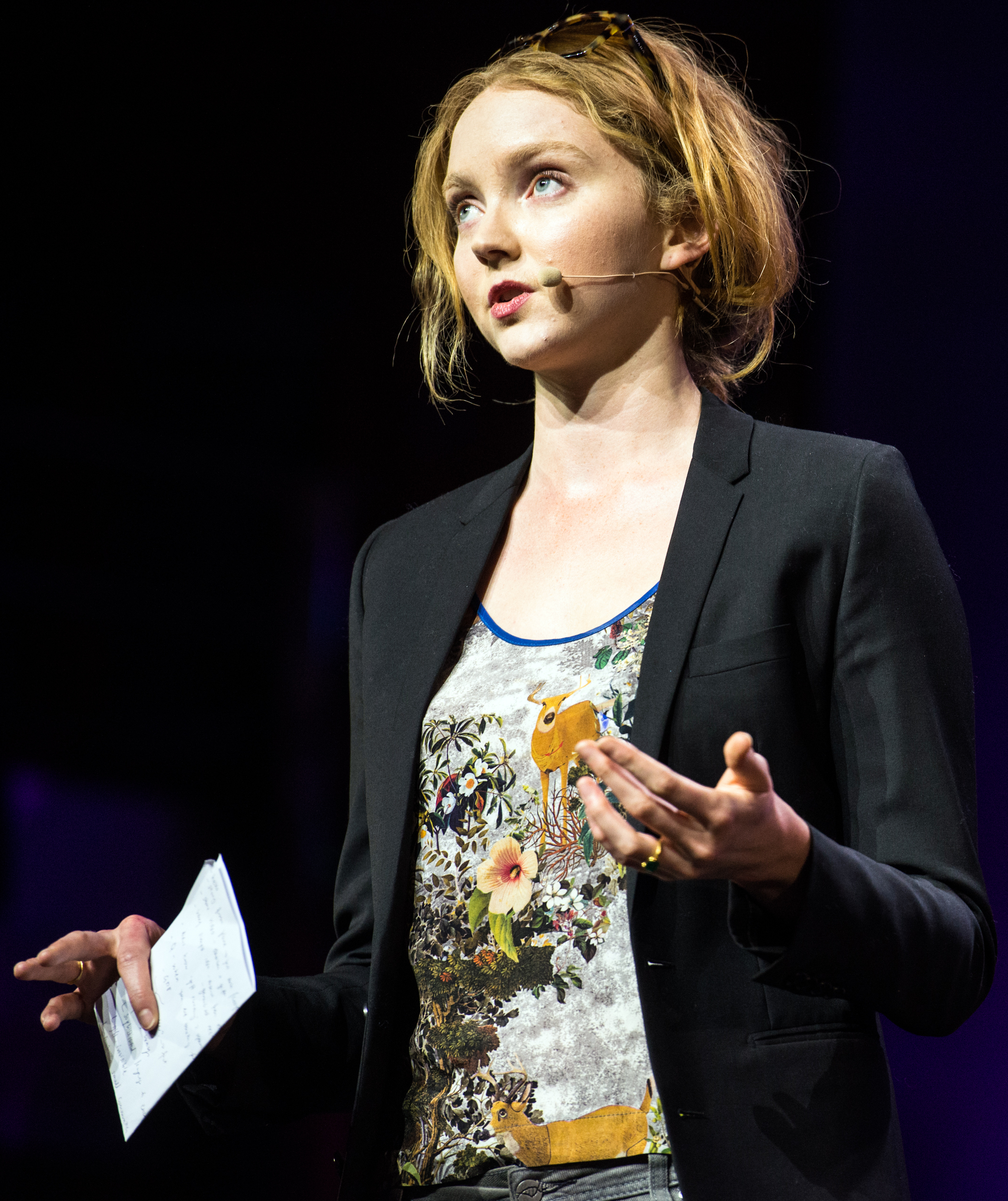
Cole 2013

Cole 2006

Lily Luahana Cole (* 27. Dezember 1987 in Torquay, England) ist ein britisches Model. Cole hat auch als Schauspielerin Bekanntheit erlangt, so übernahm sie 2008 die weibliche Hauptrolle in Terry Gilliams Film Das Kabinett des Doktor Parnassus.

## Leben und Karriere

Cole 2006 auf der London Fashion Week

Cole wuchs in London auf. Sie wurde im Alter von 14 Jahren in einem Fast-Food-Restaurant in Soho von einem Model-Scout entdeckt und unterschrieb einen Vertrag bei der Agentur Storm Models, die unter anderem Kate Moss entdeckt hatte. Im Jahr 2003 fotografierte Steven Meisel sie für eine Fotostrecke in der italienischen Ausgabe der Vogue. Von da an galt sie als eines der führenden neuen Gesichter des Jahres und arbeitete seitdem mit bekannten Fotografen wie Craig McDean, Nick Knight, Juergen Teller, Arthur Elgort und Irving Penn zusammen. Fotos von ihr erschienen in verschiedenen Ausgaben der Vogue, V und Citizen K; Cole zierte unter anderem mehrfach das Cover der Vogue. Im November 2004 wurde sie bei den British Fashion Awards zum Model of the Year ernannt. Sie wurde 2007 erneut für den Titel Model of the Year nominiert, verlor jedoch gegen Agyness Deyn.
Cole erschien in Werbekampagnen unter anderem von Chanel, Christian Lacroix, Hermès und Cacharel und war das Gesicht des Parfums I Love Love von Moschino. Auf internationalen Laufstegen lief sie unter anderem in Shows von Chanel, DKNY, Jean-Paul Gaultier, Versace, Alexander McQueen, John Galliano und Louis Vuitton. Im Oktober 2009 unterschrieb Cole einen Werbevertrag mit der Kosmetikfirma Rimmel London und ist das bisher jüngste Model, das für die Modelinie von Marks and Spencer wirbt.
Im Jahr 2007 spielte Cole eine Nebenrolle im Film Die Girls von St. Trinian und übernahm 2008 die weibliche Hauptrolle in Terry Gilliams Fantasyfilm Das Kabinett des Doktor Parnassus, der in Deutschland 2010 ins Kino kam. Im Jahr 2009 war Cole in Sally Potters Film Rage zu sehen. Im Jahr 2011 war sie im amerikanischen Gothic-Horror Film Die Sehnsucht der Falter von Mary Harron zu sehen.
Im Juli 2011 schloss Lily Cole an der University of Cambridge das Fach Kunstgeschichte mit der höchsten Note, dem Double-First, ab.

### Soziales Engagement
Cole engagiert sich in vielen sozialen und gesellschaftlichen Fragen, unter anderem als Botschafterin für die Global Angels Children Charity oder die Environmental Justice Foundation. Für das 2007 erschienene Buch „Green is the new Black“ schrieb Cole das Vorwort. Sie nimmt aktiv an der öffentlichen Debatte um Auswege aus der Klimakrise teil. So ist sie Mitunterzeichnerin eines im Dezember 2018 veröffentlichten offenen Briefes, in welchem der Politik ein Scheitern bei der Thematisierung der Krise vorgeworfen wird und dazu aufgerufen wird, sich Bewegungen wie Extinction Rebellion anzuschließen und einen Konsumverzicht zu leisten.
2021 wurde sie mit dem Deutschen Nachhaltigkeitspreis ausgezeichnet.

## Filmografie (Auswahl)
- 2007: Die Girls von St. Trinian (St. Trinian’s)
- 2009: Rage
- 2009: Passage
- 2009: Das Kabinett des Doktor Parnassus (The Imaginarium of Doctor Parnassus)
- 2011: There Be Dragons
- 2011: Die Sehnsucht der Falter (The Moth Diaries)
- 2011: Doctor Who (Fernsehserie, eine Folge)
- 2012: Bekenntnis eines jungen Zeitgenossen (Confession of a Child of the Century)
- 2012: Snow White and the Huntsman
- 2013: Red Shoes (Kurzfilm)
- 2013: The Zero Theorem
- 2014: Gravy
- 2015: The Messenger
- 2015: Orion
- 2016: Absolutely Fabulous: Der Film (Absolutely Fabulous: The Movie)
- 2017: Star Wars: Die letzten Jedi (Star Wars: The Last Jedi)
- 2018: London Fields

## Musikvideos
- 2012: Queenie Eye von Paul McCartney
- 2013: Sacrilege von Yeah Yeah Yeahs[11]
- 2014: UK Shanty von Clean Bandit feat. Eliza Shaddad
- 2020: Thanks for the Dance von Leonard Cohen